# محمد البجلي
محمد بن جرير البجلي ، عالم رباني، من رجال التصوف العراقي في العصر العباسي الثاني.

## اسمه ونسبه
نور الدين محمد بن جرير بن الحسن بن علي بن محمد بن عبد الله البجلي البقلي اليماني القادري من ذرية الصحابي جرير بن عبد الله البجلي

## حياته
يعتبر الامام العارف بالله محمد وفي رواية أحمد بن جرير بن الحسن بن علي بن محمد بن عبد الله البجلي البقلي اليماني، من اكابر مشايخ العراق واعيانه العارفين المشهورين، وأئمته المحققين، البارعين، صاحب الكرامات الظاهرة، والاحوال الفاخرة، والانفاس الصادقة، وهو من كبار الصالحين في أيام الخلافة العباسية المتأخرة، كان من تلاميذ السيد الشيخ عبد القادر الجيلاني، قدس الله روحه، المتوفى سنة 561 هجري من الملازمين له، وأخذ عنه علوم السلف الصالح وكان الجيلاني يعرف له حقه ويقدره التقدير التام، وكان، شافعيا أشعريا وذكر بعض الباحثين انه قام أيام إقامته في بغداد في التدريس في المستنصرية.
وهو من اصحاب القطب الرباني الشيخ الكيلاني والشيخ علي بن إدريس البعقوبي والشيخ مطر البادرائي، فصار أشهر مشايخ العراق، له بين الانام كرامات معروفة واشارات موصوفة.
ويذكر البندنيجي «المندلاوي» في ترجمة جامع الاولياء، ان مرقده قرب قرية بلدروز واشتهر بين اهلها المقام. 

## تلاميذه
الشيخ خلفية بن خلف البعقوبي، والشيخ أبو الشكر ماجد الحميدي الروحاني، والشيخ محمد معتوق بن رضوان النهر ملكي، والشيخ ابي عبد الله محمد بن علي الرصافي، المعروف بالسبتي، والشيخ الفاضل ابي زكريا يحيى بن يوسف بن يحيى الانصاري، والشيخ كمال الدين ابي الحسن علي بن محمد بن وضاح الشهرباني، والشيخ ابي محمد الحسن بن أحمد البغدادي والشيخ مقداد الرفاعي، الشهرباني صاحب المرقد المعروف في مدينة المقدادية واخويه الشيخ مقدام والشيخ مقدار وغيرهم.

## ومن بديع كلامه
المحروم من حرم السؤال، والسؤال مفتاح الايجابة، ولاينبغي للعالم، ان ة يكتم علمه، على خلق الله عزوجل 
وعليه ان ينصح للخاصة والعامة، واربع خصال يرفع تعالى بها العبد، العلم والدين والادب والامانه، واقوى القوى ان تغلب نفسك، ومن خاف الله عز وجل خاف كل شيء، والغايَة مِنْ هذا التصوّف تربيَة النفس، وَمُجَاهدَة آفاتها وأمرَاضها، والأخذُ بزمَامِها وخطامِها، والسلوك بها إلى اللهِ جلَّ في عُلاه، فإنَّ السُّلوكَ إلى اللهِ عزَّوَجلَّ غايَة الأوليَاء السَّالكين، والوصولَ إليْهِ أملُ السَّادَة العَارفيْن، فبِهِ تتمُّ تزكيَةُ النفُوس، ويُقطعُ مِن أمرَاضها الرؤوس، قالَ اللهُ عزَّ وجل: {قَدْ أَفْلَحَ مَن زَكَّاهَا وقد خابَ مَنْ دسَّاها} ، فأثنَى الباري سُبْحَانه عَلى مَنْ سَعَى في تزكيَة نفسِهِ، ورَامَ إصلاحَها، وذمَّ مَنْ أطلَقَ لنفسِهِ العَنَانَ، ودسَّها في سيئات الأعمَال.

## اخلاقه
كانت اخلاقه رضية مرضية، وكان خلفاء بغداد وولاة بعقوبة، إذا نزلت بهم نازلة التجؤا اليه طلبا للدعاء، وكان جليل المهابة وسيما متادبا متواضعا، لايمكن احدا ان يقبل يديه ولا يستطيع أحد، ان يقول له ياسيدي لكراهته ذلك، وكان مشتملا على اشرف الاخلاق واكرم الشيم، وكان وافر العقل قليل الكلام، دائم المراقبة شديد الحياء.

## من مروياته
(حديث مرفوع) أَخْبَرَنَا نور الدِّينِ مُحَمَّدِ بْنِ جَريرٍ الْبْجَلَيْ، أنا الزَّاهِدُ أَبُو مُحَمَّدٍ عَلِيُّ بْنُ أَبِي بَكْرٍ مُحَمَّدُ بْنُ عَبْدِ اللَّهِ بْنِ إِدْرِيسَ الْبَعْقُوبِيُّ الرَّوْحَانِيُّ، أنا عَبْدُ الْقَادِرِ بْنُ أَبِي صَالِحٍ الْجِيلِيُّ، أنا أَبُو سَعْدٍ مُحَمَّدُ بْنُ عَبْدِ الْكَرِيمِ بْنِ مُحَمَّدٍ، الْمَعْرُوفُ بِابْنِ خُشَيْشٍ، أنا أَبُو عَلِيِّ بْنُ شَاذَانَ، أنا أَبُو عَمْرِو بْنُ السَّمَّاكِ، نا أَحْمَدُ بْنُ عَبْدِ الْجَبَّارِ، نا ابْنُ أَبِي عَمَّارٍ، عَنِ ابْنِ جُرَيْجٍ، عَنِ ابْنِ أَبِي عَمَّارٍ، عَنْ عَبْدِ اللَّهِ بْنِ بَابَيْهِ، عَنْ يَعْلَى بْنِ أُمَيَّةَ، قَالَ: قُلْتُ لِعُمَرَ بْنِ الْخَطَّابِ رَضِيَ اللَّهُ عَنْهُ: فَلَيْسَ عَلَيْكُمْ جُنَاحٌ أَنْ تَقْصُرُوا مِنَ الصَّلاةِ إِنْ خِفْتُمْ أَنْ سورة النساء آية 101 وَقَدْ أَمِنَ النَّاسُ. فَقَالَ: عَجِبْتُ مِمَّا عَجِبْتَ مِنْهُ، فَسَأَلْتُ رَسُولَ اللَّهِ صَلَّى اللَّهُ عَلَيْهِ وَسَلَّمَ، فَقَالَ: «صَدَقَةٌ تَصَدَّقَ اللَّهُ بِهَا عَلَيْكُمْ فَاقْبَلُوا صَدَقَتَهُ».

## وفاته
توفى 617 هـ في بلدروز ودفن فيها وهو ما أعتمده مصطفى جواد ومحمد بهجة الأثري وسالم الآلوسي وحسين علي محفوظ وعماد عبد السلام رؤوف وحميد مجيد الهدو وجمال الدين فالح الكيلاني.